# معركة فيمي ريدج
معركة فيمي ريدج (بالإنجليزية: Battle of Vimy Ridge  )‏ هو اشتباك عسكري وقع في مدينة فيمي، باد كاليه في فرنسا كجزء من معركة أراس في الجبهة الغربية خلال الحرب العالمية الأولى .